# Richard Lefebvre des Noëttes
Pour les articles homonymes, voir Lefebvre.
Richard Lefebvre des Noëttes, né le 25 mai 1856 et mort le 3 décembre 1936 à Bièvres est un officier français, historien des techniques. Il est connu pour sa thèse, aujourd'hui abandonnée, sur le lien entre la prétendue invention du collier d'épaule au Moyen Âge et la disparition de l'esclavage.

## Thèse sur l'attelage antique et médiéval
En 1924 le commandant Lefebvre de Noëttes publia un ouvrage qui fit date « La Force animale à travers les âges » (Paris, Berger-Levrault) dans lequel il soulevait un problème particulier, celui de l’attelage et du cheval de selle. La seconde édition, parue en 1931, et intitulée « L'attelage, le cheval de selle à travers les âges, contribution à l'histoire de l'esclavage » fut préfacée par Jérome Carcopino. Il développa également ses thèses dans une série d'articles parus dans le Mercure de France. Selon l'auteur, l'Antiquité aurait connu un collier d'attelage défectueux, dit « collier au garrot », qui rendait les gros transports impossibles et entraînait le recours au travail manuel, donc à l'esclavage. L'origine de l'esclavage se trouvait donc dans une déficience de la technique, son maintien entraîna un blocage des techniques, et tous les grands progrès seraient à reporter au Moyen Âge notamment avec le collier d'épaule.
Aussi discutées que purent être par la suite les idées du commandant Lefèbvre des Noëttes, il semblait avoir ouvert une voie nouvelle, des perspectives et des explications inédites. Si le fait même est aujourd’hui contesté, il n’en reste pas moins vrai qu’en liant mode d’attelage et disparition de l’esclavage, le commandant Lefèbvre des Noëttes avait compris qu’il existait une relation, entre système technique et système social
En fondant essentiellement son étude de l’attelage sur une documentation iconographique, il contribua à redonner à l’histoire des techniques un intérêt certain. Un large public apprécia les illustrations variées autant que l'assurance du professionnel et la simplicité des thèses. Si des études thématiques de techniques précises avaient déjà été réalisées à travers l’art (moulin mystique, pressoir mystique…), Lefebvre des Noëttes ouvrit la voie à des recherches analogues, telles que pour la construction des édifices.
Après la parution du livre du commandant Lefebvre, il y eut de nombreuses discussions sur les origines et la date de l’attelage moderne qui repose essentiellement sur le collier d’épaule, sur la bricole et sur le dispositif en file. L’ensemble a été présenté comme constituant un net progrès sur l’attelage antique que l'on imaginait gêner l’animal dans sa respiration. Lefebvre des Noëttes mentionne son apparition au XIe siècle et son développement rapide au XIIe siècle .
Pourtant les recherches récentes ont complètement invalidé les reconstitutions et les hypothèses avancées par le commandant Lefebvre. La conception qu'il avait des attelages antiques était erronée. Contrairement à ses hypothèses les attelages antiques se révèlent en fait divers et présentent une évolution historique, ils n'entraînaient pas nécessairement une gêne pour l'animal : l'attelage n'était pas un blocage technique.
Il est inhumé au cimetière du Père-Lachaise (43e division).

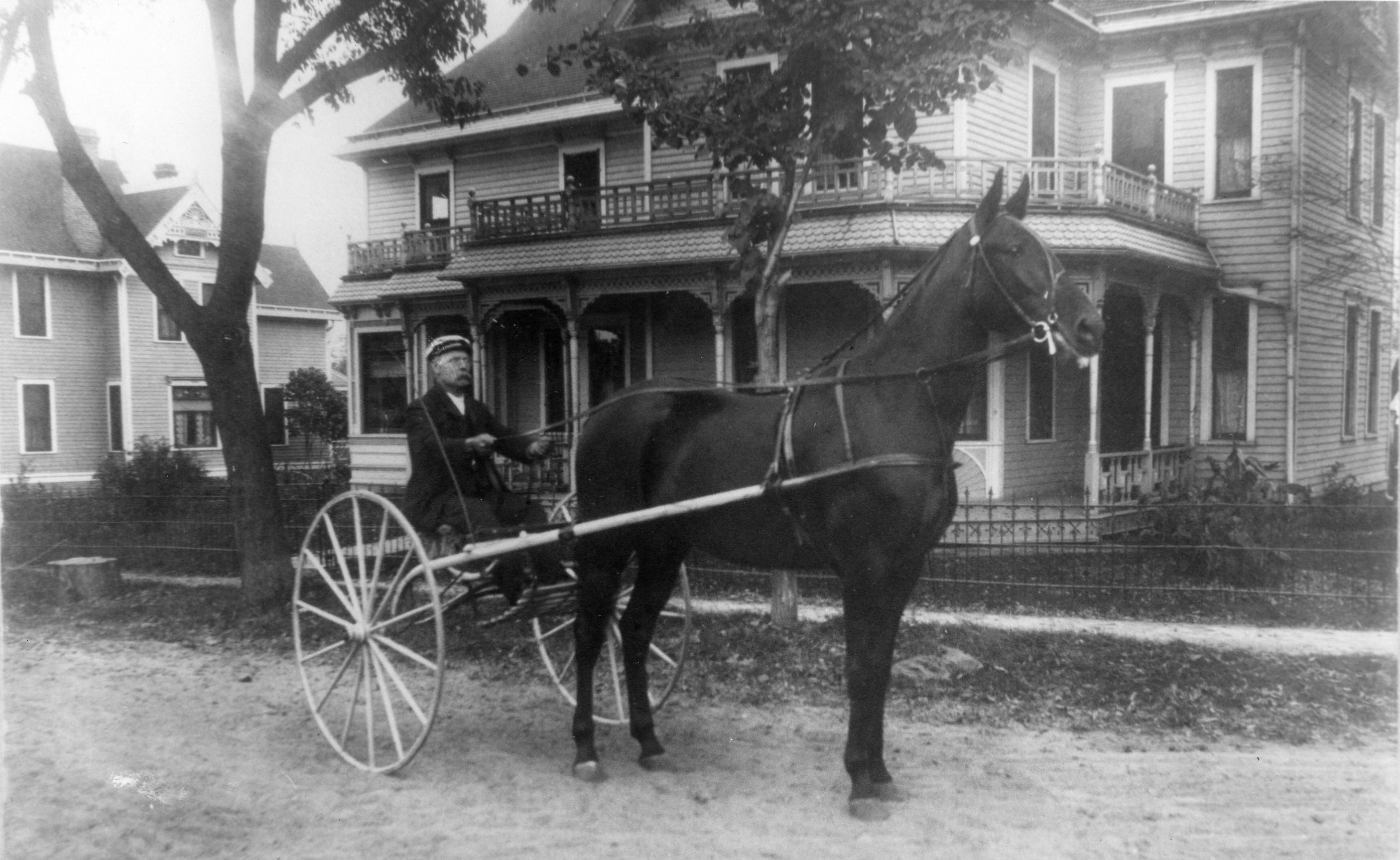
Attelage avec une Bricole
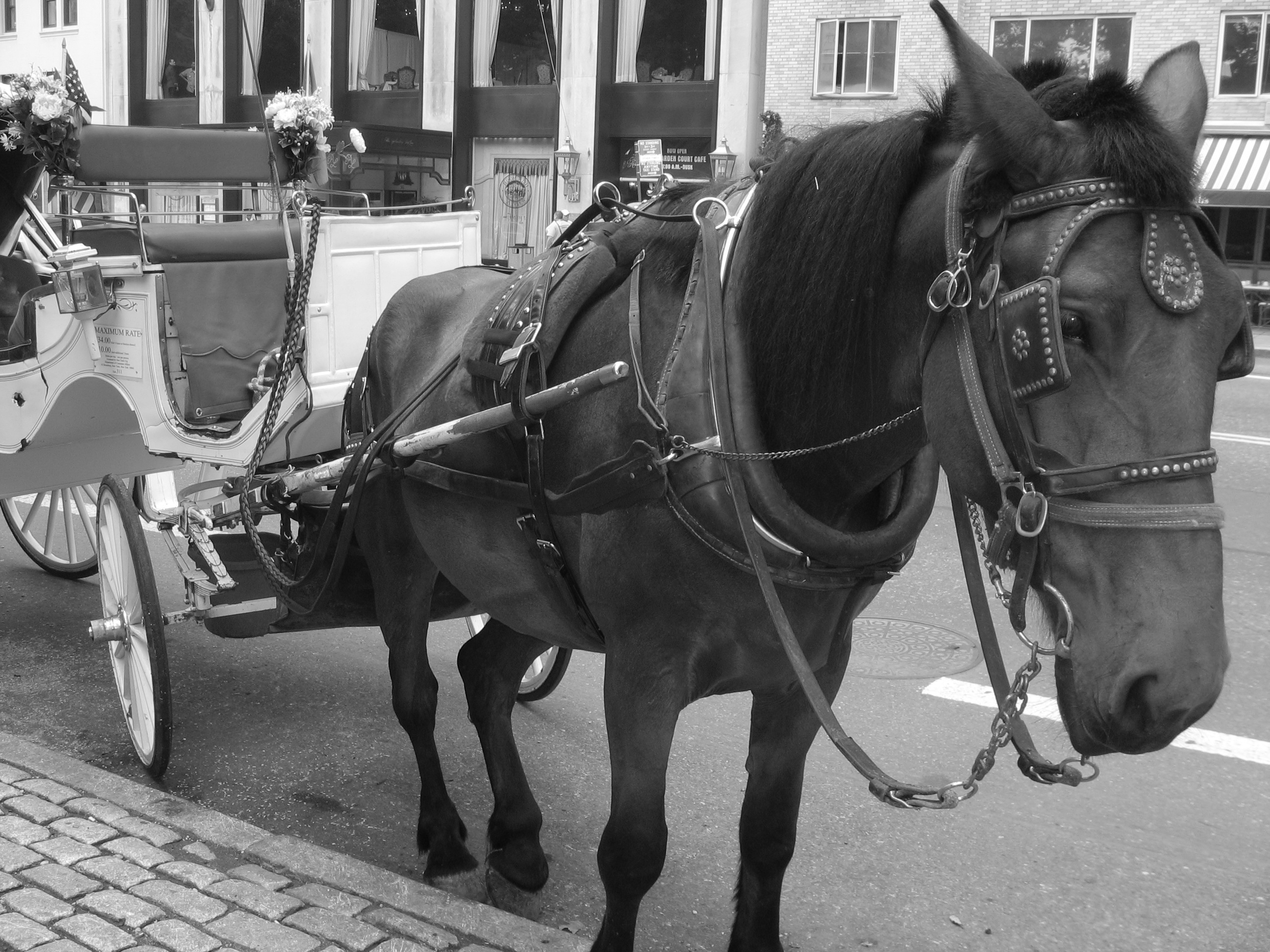
Attelage avec un Collier d'épaule
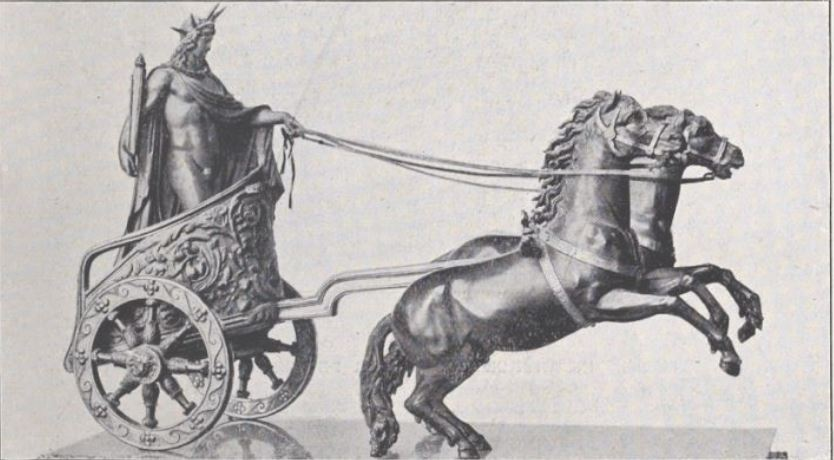
Attelage avec collier sur poitrail

## Publications
- Richard Lefebvre des Noëttes, La force motrice animale à travers les âges, Paris, Berger-Levrault, 1924 (lire en ligne).
- Richard Lefebvre des Noëttes, De la marine antique à la marine moderne. La révolution du gouvernail, contribution à l'histoire de l'esclavage, Paris, Masson et Cie, 1935, 150 p., 114 fig., compte-rendu par Hermine de Saussure, « Variété: De la marine antique à la marine moderne », Revue archéologique, 6e série, t. X,‎ juillet-septembre 1937, p. 90-105 (lire en ligne)

## Distinctions
- Officier de la Légion d'honneur